# Roman de Fauvel

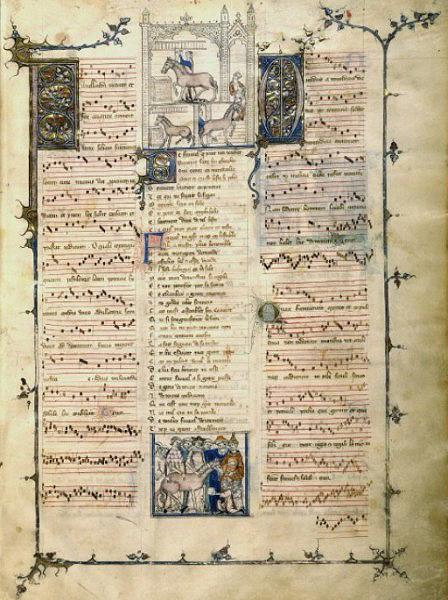
Página del Roman de Fauvel

El Roman de Fauvel, traducido como La historia de la bestia de color pardo, es un poema satírico y alegórico francés del siglo XIV atribuido al escribiente real Gervais du Bus, aunque es más conocido por su contenido musical, que incluye numerosas ballades, rondeaux y motetes –algunos de ellos de Philippe de Vitry– en el estilo del ars antiqua y el ars nova.

## Descripción
Contenido en un manuscrito firmado en París en 1314, la obra constituye una crítica alegórica a la iglesia católica y al Estado, usando la metáfora de un caballo que se convierte en el gobernador de la casa de su amo debido a un capricho de la Dama Fortuna. El poema, aunque prohibido en aquel entonces por ser sedicioso y herético, era violentamente acertado y siguió siendo copiado hasta el siglo XV. Doce manuscritos han sobrevivido; muchos de ellos se encuentran en muy buenas condiciones, porque debido a su ilegalidad eran guardados con suma seguridad. Siguiendo la tradición literaria del siglo XIII, a menudo se compara al Roman de Fauvel con Roman de la Rose. 

## Argumento
La historia gira en torno a, Fauvel, un burro ambicioso y absurdo. Toda la obra está cargada de alegorías y sátira política, empezando por el nombre de "Fauvel", que proviene del color de su pelaje, que es "beige embarrado" o de color barbecho que simboliza la vanidad. Asimismo este nombre se puede separar formando “fau-vel” que significa “falso velo" o "mentira velada”. También constituye un acróstico en el cual cada letra representa uno de los pecados capitales:
- Flatterie (Adulación)
- Avarice (Avaricia)
- Vilenie (Villanía)
- Varieté (Veleidad)
- Envie (Envidia)
- Lâcheté (Cobardía)

El primer libro constituye una crítica contra el clero y la sociedad de la época, manchados por el pecado y la corrupción. Fauvel está insatisfecho con su residencia en el establo y con la ayuda de la Dama Fortuna, diosa del destino, se instala en una gran casa (el palacio real, de hecho). Al mudarse allí, cambia la estancia para adaptarla a sus necesidades y hace construir un pesebre de encargo. La Dama Fortuna sonríe una vez más a Fauvel y le nombra señor de la casa. El boato de Fauvel trasciende las fronteras, atrayendo la visita de líderes tanto de la la iglesia como seculares que vienen de muchos lugares en peregrinaje para verle y se inclinan ante él en señal de servidumbre, simbolizando que los mandamases de la Iglesia y del Estado se doblegan rápidamente ante el pecado y la corrupción. Entre los peregrinos están el rey y el Papa que llegan para acariciarlo y adularlo, representando a la hipocresía y la mentira. El mundo que domina Fauvel pone el servicio al revés: la luna ilumina con su brillo al sol, el rey está por encima del Papa, el pobre manda al rico y las mujeres a los hombres. Ha llegado el tiempo del Anticristo y el fin del mundo se aproxima y, como había recibido la sonrisa de la Dama Fortuna, Fauvel viaja a Macrocosmos.
El segundo libro comienza con una descripción detallada de Fauvel y su corte en el palacio del macrocosmos, donde habitan estos personajes: Carnalidad (la carne), Avaricia (codicia), Envidia, Odio, Pereza, Glotonería, Embriaguez, Orgullo, Hipocresía, Mezquindad, Traición, Engaño, Perjurio, Herejía, Sodomía y otros de similar calaña. Fauvel se atreve a pedirle su mano en matrimonio a la Dama Fortuna. Ella le rechaza, pero le sugiere que por el contrario, se case con su doncella, Vaine Gloire (vanagloria). Fauvel accede y el matrimonio se lleva a cabo. Entre los invitados a la boda están los siervos de Fauvel, los vicios y virtudes. Entre ellos se destacan Coqueteo, Adulterio, Lujuria y Venus. Después de la fastuosa boda, la Dama Fortuna revela que el papel de Fauvel y su pareja en el mundo es dar a luz más gobernantes injustos como él, que pronto dominarán el conjunto de Francia. La obra termina con una oración a la Azucena de la Pureza, que es la última y única esperanza para Francia, poniendo en práctica una técnica similar a la empleada en las obras de teatro moralizantes de los siglos XV y XVI.

## Música
De todas las versiones del manuscrito conservadas, el ejemplar conocido como BN fr. 146 ha atraído la atención musicológica debido a los centenares de elementos musicales interpolados que se entrelazan en una compleja mise-en-page junto con el texto y la imagen. La enorme cantidad compilada por un tal Chaillou de Pesstain amplía el poema original de Gervais así como 169 piezas musicales anotadas e interpoladas, algunas de las cuales se cree que pudieron haber sido compuestas por Philippe de Vitry. Mientras que antiguamente se consideraba que estas piezas eran un repertorio arbitrariamente seleccionado como “acompañamiento" textual (París, 1898; Langfors, 1914; Gagnepain, 1996), estudios más recientes (tales como Fauvel Studies y Music-Making de Dillon) tienden a centrarse en los ingeniosos papeles intertextual/de glosas desempeñados por la notación musical -visual y auditiva- para ampliar y diversificar los temas (políticos) de la admonición de Gervais (Herbelot, 1998). 
Entre otros descubrimientos curiosos están la inclusión de numerosos cantos “falsos” (Rankin) entremezclados entre el material litúrgico real, quizás un juego musical directo sobre las cualidades engañosas del impostor equino. Asimismo, se ha prestado mucha atención a los numerosos motetes polifónicos del BN fr. 146, algunos de los cuales (In Nova Fer, por ejemplo) exhiben la notación roja de las últimas innovaciones de la notación mensural descritas generalmente bajo el paraguas del ars nova.
Aunque el texto del Roman de Fauvel no sea especialmente bien conocido, la música se ha interpretado y registrado con frecuencia. La cuestión acerca de cómo el trabajo entero habría sido leído o elaborado en el siglo XIV es un tema de debate académico. Algunos han sugerido que el BN fr. 146, la copia con 3.000 versos y 169 piezas musicales adicionales pudo haber sido pensada para ser representada como una obra de teatro (Dankh, Herbelot). Por supuesto esta hipótesis está en contradicción con la opinión recurrente de que esta obra es fundamentalmente una antología (Gagnepain).

## Texto
El poema consta de 3280 pareados octosílabos, divididos en dos libros: El libro 1 contiene 1226 versos y fue completado en 1310 según su última estrofa; y el libro 2 contiene 2054 versos y fue completado en 1314 según su explicitación. En 1316-1317 Chaillou de Pesstain (miembro aún no identificado de una familia de burócratas) aumentó este texto con 3000 versos adicionales que abarcaban ambos libros (1800 líneas de los cuales se dedican a la boda de Fauvel).

## Ejemplares conservados
La copia denominada BN fr. 146 se atribuye a Chaillou de Pesstain. Su especial valor reside en los 3.000 versos y las 169 piezas musicales adicionales (56 en latín y 113 en francés) que constituyen una verdadera antología de música del siglo XIII y principios del XIV (éste incluye música antigua y moderna, litúrgica y devocional, sacra y profana, en latín y en francés, monódica y polifónica, canto). A menudo se ha dicho que el BN fr. 146 marca el comienzo del periodo estilístico conocido como ars nova.

## Grabaciones
La primera grabación de esta obra fue hecha en 1972 por el Studio der frühen Musik (Estudio de Música Antigua) en EMI Reflexe -discográfica dirigida por Thomas Binkley. Esta grabación está actualmente disponible como parte de una caja de 5 CD de la discográfica Virgin. El narrador de los versos utiliza el antiguo francés original, incluyendo algunas palabras francesas todavía familiares, aunque su pronunciación suena ahora muy extraña. Los interludios musicales tienen algo de contrapunto/disonancias conmovedoras, especialmente para esa época; que probablemente sirvan para ilustrar la naturaleza burlona de toda el Roman de Fauvel.

## Influencia
La expresión inglesa "to curry Fauvel" (actualmente “curry favor”) surgió de la escena en la que los potentados descendieron tan bajo como para cepillar y limpiar al asno.